# ТНА-400
ТНА-400 — первый советский высокоточный малосерийный радиотелескоп с диаметром главного рефлектора 32 метра. Создан в период 1961—1962 годов для обеспечения запусков космических аппаратов к Луне и планетам солнечной системы. Расположен в посёлке Школьное, в 21 км от города Симферополя.
Опыт создания и эксплуатации радиотелескопа стал основой для серии советских радиотелескопов П-400.

## Конструкция
Антенна ТНА-400 выполнена по двухзеркальной схеме с параболическим профилем рефлектора. В 1971 году была модифицирована в трёхзеркальную двухдиапазонную систему. В состав каждой антенны входят:
- зеркало диаметром 32 м;
- контррефлектор;
- облучающая система;
- волноводные тракты;
- опорно-поворотное устройство;
- электросиловой привод;
- датчики углов;
- аппаратура наведения;
- кабины для размещения приёмопередающей аппаратуры.

Конструкция зеркала состоит из опорного основания, каркаса и отражательных щитов. Каркас и основание выполнены из стали.
Неподвижным опорным основанием опорно-поворотного устройства является башня-фундамент — железобетонное здание в виде полой усечённой шестигранной пирамиды, фундаментом которой служит монолитная плита, обеспечивающая устойчивость всей антенной системы. Внутри башни-фундамента располагаются механизмы и электрорадиоборудование. Для размещения радиоаппаратуры дополнительно предусмотрены кабины на вращающейся части опорно-поворотного устройства в непосредственной близости от зеркала.
Вращение антенны обеспечивается опорно-поворотным устройством башенного типа с большой базой между подшипниками вертикальной оси. Опорно-поворотное устройство построено по азимутально-угломестной кинематической схеме с пересекающимися взаимно перпендикулярными осями.
Система цифрового управления была разработана и в дальнейшем модернизировалась Проблемной лабораторией электронно-вычислительных машин (ПЛЭВМ) Минвуза СССР при Физико-техническом институте (ГИФТИ) ГГУ.
Оба параболических вспомогательных зеркала имеют диаметр около 1 м. Первое вспомогательное зеркало расположено вблизи фокуса параболоида главного зеркала, второе вспомогательное зеркало — около его вершины. Облучатель сантиметрового диапазона стоит в фокусе второго вспомогательного зеркала. Первое вспомогательное зеркало выполнено из диполей и является прозрачным для поля облучателя дециметрового диапазона, который установлен в фокусе главного зеркала. Электродинамическое проектирование антенны было выполнено в НИИ-17 под руководством Л. Д. Бахраха.

## История

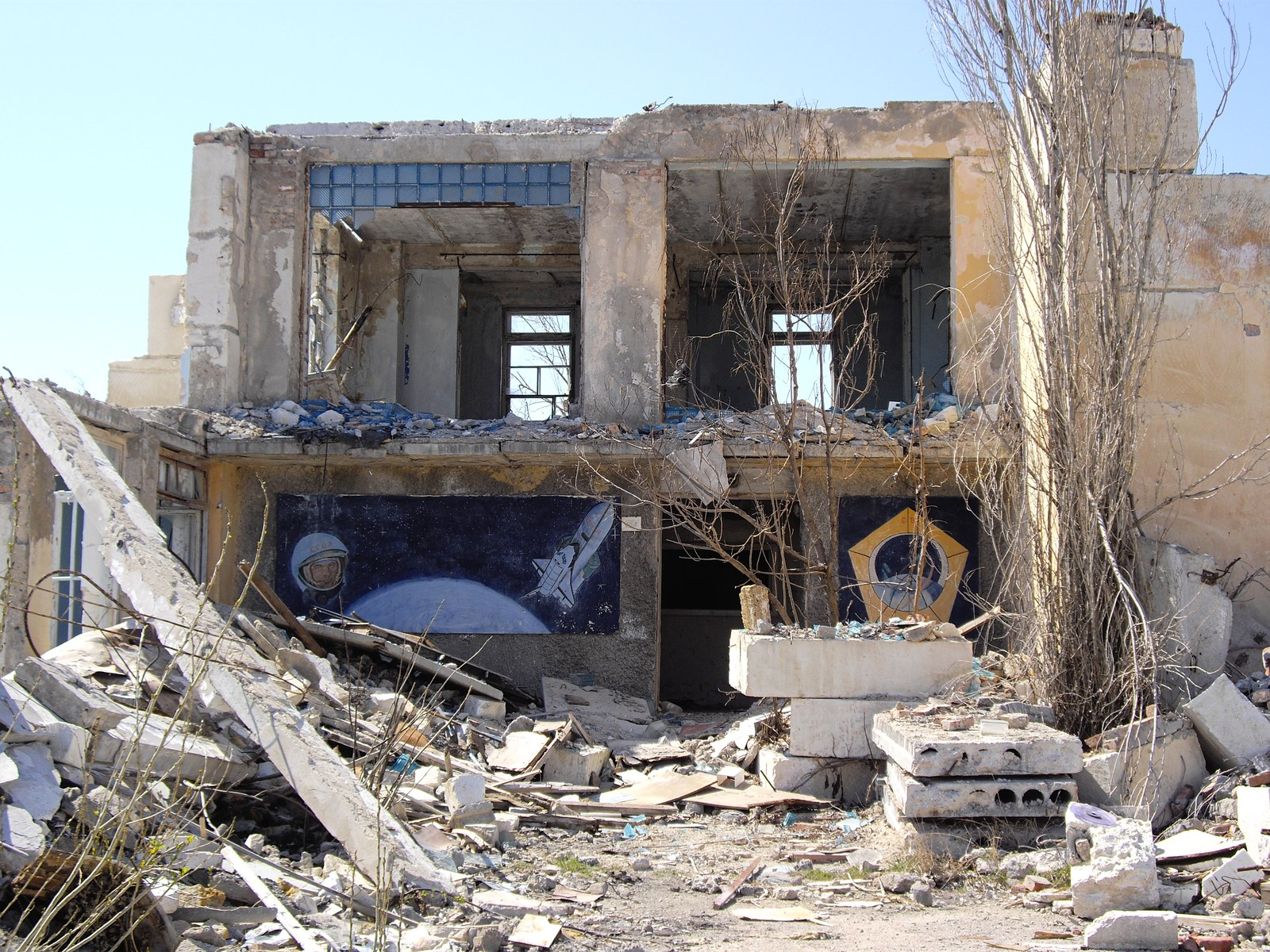
Руины центра управления «Луноходами» (2009).

В 1959 году в связи с принятой Правительством СССР программой полётов в сторону Луны ОКБ МЭИ внесло два предложения, одно из которых было о создании большой антенны с эффективной поверхностью 200 м² с целью обеспечения связи с космическими аппаратами в районе Луны.
Разработка антенны ТНА-200 основывалась на работах ОКБ МЭИ, начатых в Секторе специальных работ в составе Отдела научно-исследовательских работ МЭИ в 1956 году. После разработки технической документации в ЦНИИПСК им. Мельникова были развёрнуты работы по строительству двух антенн ТНА-200: на полигоне ОКБ МЭИ «Медвежьи озёра» под Москвой и на НИП-10 около города Симферополя. Первой была введена в строй антенна ТНА-200 с диаметром зеркала 25 метров на НИП-10, вскоре модернизированная, и под названием ТНА-400 она успешно использовалась в большом числе космических операций до конца XX века.
Основная работа комплекса антенны была по программе «Луна» и «Луноход»: здесь было принято первое изображение с поверхности Луны, переданные КА «Луна-9», здесь находился центр управления «Луноходами».
С декабря 1968 г. по ноябрь 1969 г. велось слежение за космическими кораблями экспедиций «Аполлон-8», «Аполлон-10», «Аполлон-11» и «Аполлон-12» в рамках темы «Поиск».
Работы по дальнему космосу проводились совместно с НИП-16 и НИП-22 под г. Евпаторией. Отсюда велось управление полётами космических аппаратов серии «Венера» и «Марс». Здесь были приняты первые изображения поверхности Венеры с КА «Венера-13».

### Украина
В 2006 году выяснены возможности использования антенны ТНА-400 совместно с РТ-70 для бистатической локации объектов ближнего космоса. Планировалось оснащение и применение антенны в европейской радиоинтерференционной сети, при наличии финансирования этой программы.
По состоянию на 2013 год, сама антенна ТНА-400 являлась единственным уцелевшим объектом в Школьном. Остальные строения и сооружения на территории техплощадки были проданы как стройматериал в 2003—2004 годах. Разрушены и разграблены Лунодром, музей и другие здания.

### Россия
В 2014 году Роскосмос объявлял о планах восстановить антенну для управления аппаратами при дальних космических полётах.
На территории ЦДКС «Школьное» в 2020-х годах планируется создание высокоточных современных антенных систем с диаметром зеркала 12 (ТНА-12М) и 32 метров (ТНА-32Л).